# Pinell (poble de Pinell de Solsonès)

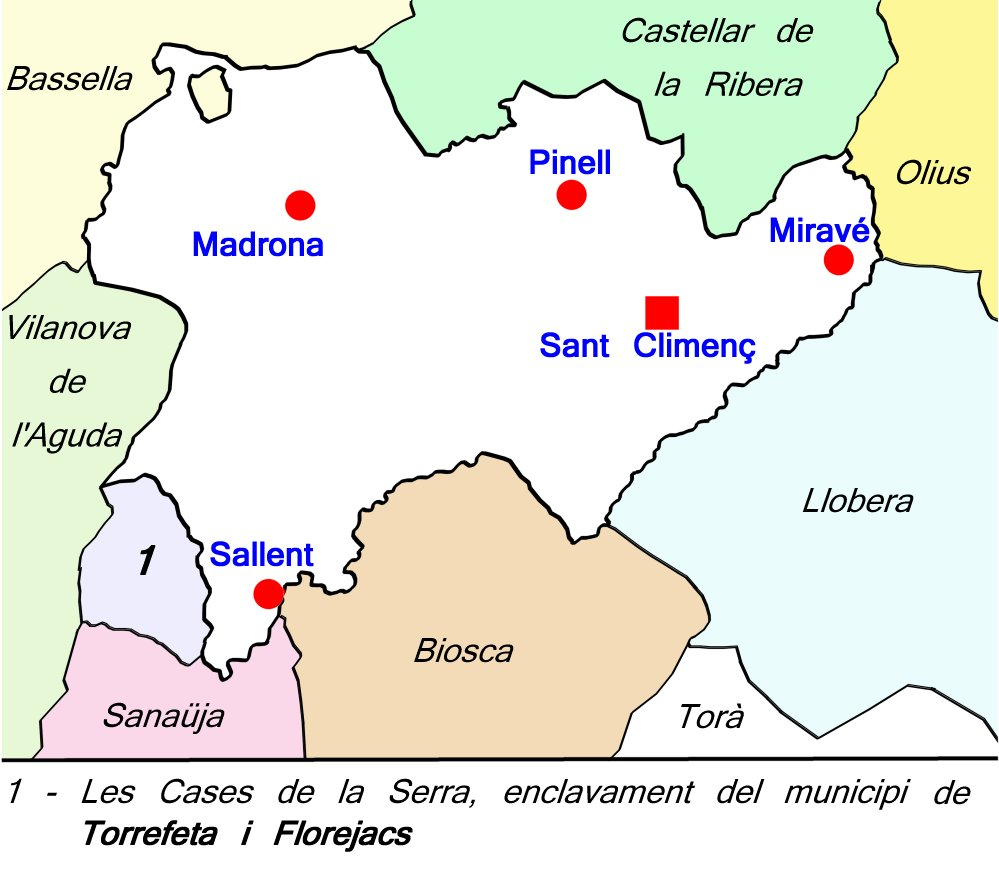
Mapa del municipi de Pinell de Solsonès amb les seves entitats de població i els municipis limítrofs.

Pinell de Solsonès o, simplement, Pinell (denominació aquesta que va ser oficial fins al 1985) és una de les cinc entitats de població del municipi de Pinell de Solsonès, a la comarca catalana del Solsonès. Antigament ostentava la capitalitat del municipi per bé que actualment aquesta ha passat a Sant Climenç.

## Situació i límits
El poble, de poblament íntegrament dispers, ocupa el sector central de la franja nord del terme municipal, que queda compresa entre el terme municipal de Castellar de la Ribera (al nord) i la carrerera C-149a (al sud). Al nord i a llevant limita amb el municipi de Castella de la Ribera, al sud amb el poble de Sant Climenç i a ponent amb el poble de Madrona, ambdós al mateix municipi de Pinell de Solsonès, abastant una extensió aproximada d'uns 13 km².

## Demografia
| Evolució demogràfica |            |            |            |                   |                   |                   |       |
| Any                  | Nucli urbà | Nucli urbà | Nucli urbà | Poblament dispers | Poblament dispers | Poblament dispers | Total |
| Any                  | Homes      | Dones      | Total      | Homes             | Dones             | Total             | Total |
| 2000                 | 0          | 0          | 0          | 14                | 15                | 29                | 29    |
| 2001                 | 0          | 0          | 0          | 13                | 15                | 28                | 28    |
| 2002                 | 0          | 0          | 0          | 15                | 17                | 32                | 32    |
| 2003                 | 0          | 0          | 0          | 14                | 17                | 31                | 31    |
| 2004                 | 0          | 0          | 0          | 14                | 16                | 30                | 30    |
| 2005                 | 0          | 0          | 0          | 12                | 14                | 26                | 26    |
| 2006                 | 0          | 0          | 0          | 11                | 14                | 25                | 25    |
| 2007                 | 0          | 0          | 0          | 11                | 15                | 26                | 26    |
| 2008                 | 0          | 0          | 0          | 11                | 13                | 24                | 24    |
| Font: INE            |            |            |            |                   |                   |                   |       |

## Poblament
El poblament és de caràcter dispers, format a base de masies.
- Llista de masies de Pinell.

## Història

### Jaciments arqueològics
Aquesta és la llista dels jaciments del poble de Pinell inclosos a l'Inventari del Patrimoni Arqueològic de la Generalitat de Catalunya:
- Castell del serrat de la Caseta de la Vila
  - Tipus de jaciment: Assentament militar. Castell.
  - Cronologia: Medieval (400 / 1492).
- Cista de la fossa del camí dels Casals
  - Tipus de jaciment: Lloc d'enterrament. Inhumació col·lectiva. Cista.
  - Cronologia: Neolític Mitjà-Recent (-3500 / -2500).
- Cista de la rasa de l'escala (Toll de l'Aubareda de Gepils)
  - Tipus de jaciment: Lloc d'enterrament. Inhumació col·lectiva. Cista.
  - Cronologia: Neolític Final (-2500 / -2200).
- Cova de Sant Sentís
  - Tipus de jaciment: Abrics i similars d'enterrament. Inhumació col·lectiva.
  - Cronologia: Calcolític (-2200 / -1800).
- Hàbitat de Vilardaga (a llevant de Finestres)
  - Tipus de jaciment: Lloc d'habitació sense estructures.
  - Cronologia: Desconeguda.
- Torre del Tossal Alt
  - Tipus de jaciment: Assentament militar. Torre.
  - Cronologia: Desconeguda.
- Torre sota el Tossal Alt
  - Tipus de jaciment: Assentament militar. Muralla.
  - Cronologia: Desconeguda.

### Edificis històrics
Aquesta és la llista d'elements arquitectònics del poble de Pinell que estan inclosos a l'Inventari del Patrimoni Arquitectònic de Catalunya Arxivat 2011-04-19 a Wayback Machine.:
- Sant Miquel de Pinell.
- Sant Tirs de Pinell (o església de Sant Sentís).
- Casa i pallera de Pinell.
- Cementiri de Pinell.
- Ermita de l'Assumpció.

### Pinell al Madoz
A la pàgina 34 del Volum XIII del Diccionario de Pascual Madoz publicat a Madrid el 1847, s'hi troba el següent text, traduït literalment del castellà i del qual s'han conservat les formes tipogràfiques i la transcripció literal dels topònims i hagiotònims locals que s'hi citen que queden escrits en cursiva:
| « | PINELL:localitat cap del districte municipal del seu nom, que el forma amb els pobles de San Climent, Madrona, Miraver i Cellen de Sananuja, a la província de Lleida (12 llegües), partit judicial i diòcesi de Solsona (16 3/4)(sic), audiència territorial i capitania general de Barcelona(2 3/4)(sic): SITUACIÓ en terreny muntanyós, i CLIMA fred, però sa. Consta de 22 CASES i església parroquial (San Miguel), servida per un rector de terme, de patronat reial. El TERME confina pel nord amb Ciuró; per l'est amb Castellvell; pel sud amb Clará, i per l'oest amb San Climent. El TERRENY és aspre, trencat i de dolenta qualitat, creuant-lo alguns CAMINS que es dirigeixen als pobles immediats. La CORRESPONDÈNCIA es rep de Solsona. PRODUCCIÓ: blat, sègol i llegums; cria animals menors, i caça de conills, llebres i perdius, POBLACIÓ: 14 veïns, 61 habitants. RIQUESA IMPOSABLE: 52.368 rals. CONTRIBUCIÓ: el 14,48 per 100 d'aquesta riquesa. | » |

### Altres dades
A la pàg. 431 del Volum XIV, en el quadre estadístic que s'hi publica a propòsit del partit judicial de Solsona, s'hi citen, entre d'altres, les següents dades:
| Estadístiques municipals de Pinell |          |          |                  |                  |   |                                     |                                     |  |                   |                   |
| POBLACIÓ                           | POBLACIÓ |          | COMP. AJUNTAMENT | COMP. AJUNTAMENT |   | EXÈRCIT Joves allistats a l'edat de | EXÈRCIT Joves allistats a l'edat de |  | RIQUESA IMPOSABLE | RIQUESA IMPOSABLE |
| Veïns                              | 14       | Alcalde  | 1                | 18 anys          | - | Territorial (rals / veí)            | 34.740                              |  |                   |                   |
| Habitants                          | 61       | Tinent   | -                | 19 anys          | - | Industrial (rals / veí)             | 16.036                              |  |                   |                   |
| Contribuents                       | 13       | Regidors | 2                | 20 anys          | 1 | Consum (rals / veí)                 | 1.602                               |  |                   |                   |
|                                    |          | Síndics  | 1                | 21 anys          | 1 | TOTAL                               | 52.378                              |  |                   |                   |
| Suplents                           | 3        | 22 anys  | 1                |                  |   |                                     |                                     |  |                   |                   |
|                                    |          | 23 anys  | -                |                  |   |                                     |                                     |  |                   |                   |
| 24 anys                            | 1        |          |                  |                  |   |                                     |                                     |  |                   |                   |